# ديبي غرينوود
ديبي غرينوود (بالإنجليزية: Debbie Greenwood)‏ هي عارضة ومقدمة تلفزيونية بريطانية، ولدت في 16 سبتمبر 1959.